# Banque internationale pour le commerce et l'industrie de la Côte d'Ivoire
La Banque internationale pour le commerce et l'industrie de la Côte d'Ivoire, abrégée en BICICI, était une société anonyme ayant son siège à Abidjan, au Plateau, dans le cœur du quartier des affaires de la capitale ivoirienne. 
Elle est une banque générale, de gros et de détail, qui offre aux entreprises, aux professionnels et aux particuliers du secteur formel tout un ensemble de crédits à court et moyen terme. La BICICI est également présente sur les marchés financiers à travers sa filiale BICI BOURSE, une société de gestion et d’intermédiation, permettant à ses clients d’investir sur les différents marchés et d’avoir accès au monde boursier.
Cotée à la Bourse régionale des valeurs mobilières, elle est en 2012 la cinquième banque ivoirienne en termes de prêts et de dépôts, avec une part de marché variant entre 9 % et 10 %.
En 2019, BNP Paribas a signalé son intention de réduire son empreinte africaine. Elle a quitté le Gabon, le Mali et les Comores en 2020, le Burkina Faso et la Guinée en 2021, et la Côte d'Ivoire et le Sénégal en 2022.